# Большой Бельт
Большо́й Бельт (дат. Storebælt) — пролив между островами Лолланн и Зеландия на востоке и островами Лангеланн и Фюн на западе.

## История
9 февраля 1658 года шведский король Карл X Густав, завладев к тому времени практически всей материковой Данией, перешел по льду Малый Бельт у острова Брандсэ со своим войском (3000 кавалеристов и 9000 пехотинцев). Наголову разбив осаждавший их при самом выходе на остров Фюнень датский отряд, шведы в несколько дней овладели этим островом. Успех побудил Карла перейти и Большой Бельт для захвата острова Зеландия. Исследовав состояние льда, шведы выбрали более далекий, но менее опасный путь через острова Тазинге, Ланге-ланд, Лаланд и Фальстер; 16 февраля они овладели Лаландом, 19-го — Фальстером и 22-го — Зеландией. Этот переход через оба Бельта заставил Данию заключить 8 марта 1658 года мирный договор, согласно которому отказаться от всех своих владений по северную сторону Зунда и уступить Швеции остров Борнхольм.
В XIX веке был очень опасен для судоходства.

## География

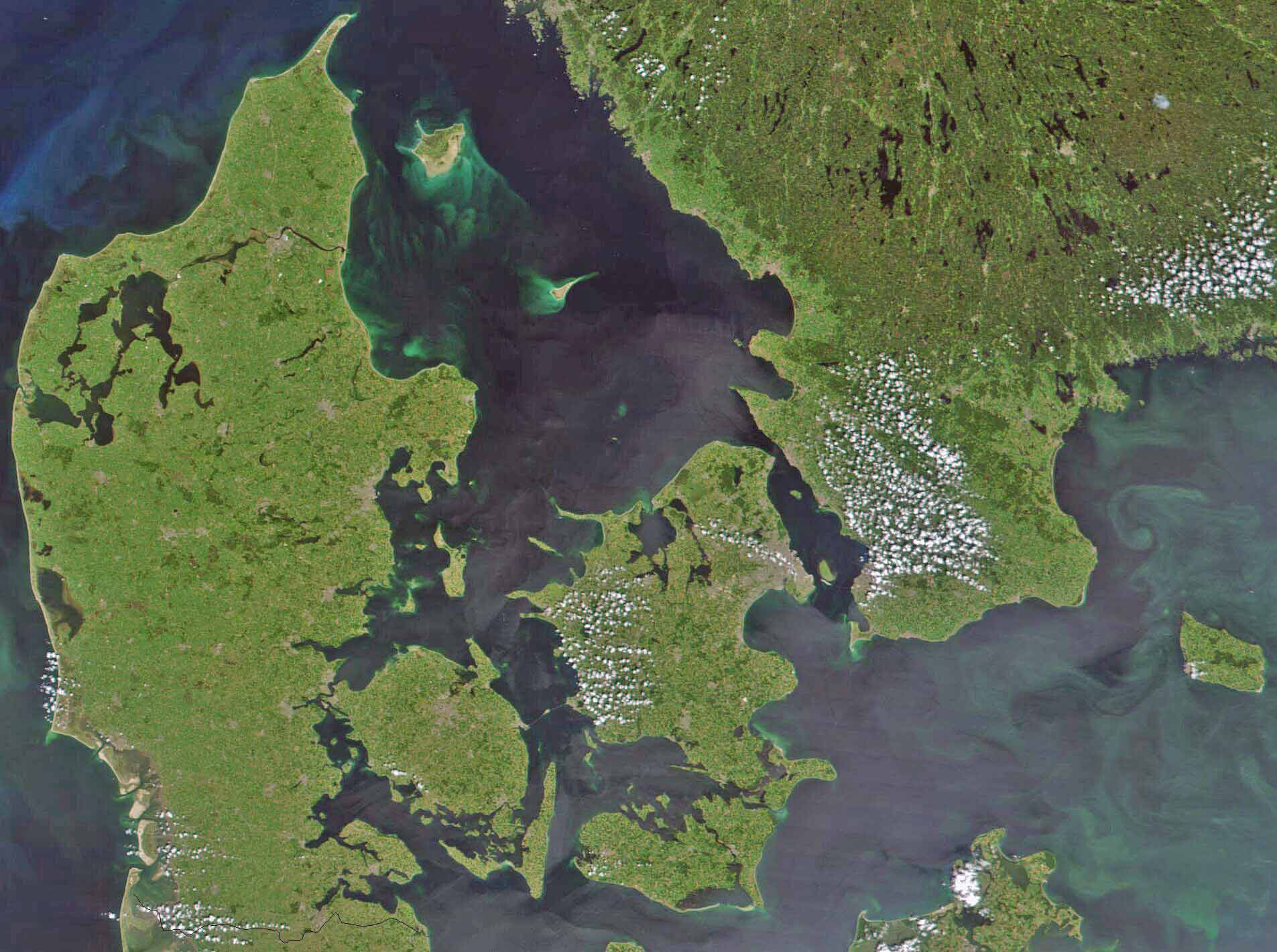
Система датских проливов. Большой Бельт в центре

Большой Бельт является крупнейшим из трёх датских проливов, которые связывают Каттегат и Балтийское море. Длина пролива составляет около 60 километров, ширина 18 — 30 километров. наименьшая ширина 3,7 километра. Через пролив проходит корабельный фарватер более 20 метров глубиной, являющийся важнейшим морским путём в Балтийское море.
Два других пролива Эресунн и Малый Бельт.
В проливе два острова: Спрогё — на севере и Лангеланн на юге. Спрогё делит Большой Бельт на Восточный и Западный каналы. Через них построен состоящий из двух частей Мост Большой Бельт. Под Восточным каналом также проходит железнодорожный тоннель.